# Jack L. Chalker
Œuvres principales
- Et le diable vous emporte
- Une jungle d'étoiles

Jack Laurence Chalker, né le 17 décembre 1944 à Baltimore et décédé dans la même ville le 11 février 2005 , est un auteur de science-fiction américain. Jack Laurence Chalker a aussi été un professeur d'histoire dans le Maryland à l'école de Baltimore.

## Œuvres
- Une jungle d'étoiles, Albin Michel, coll. « Super-Fiction », 1979 ((en) A Jungle of Stars, 1976)
- Et le diable vous emporte, Albin Michel, coll. « Super+Fiction », 1984 ((en) And the Devil Will Drag You Under, 1979)